# Achim Wilmsmeier
Achim Wilmsmeier (*  23. Mai 1969 in Löhne) ist ein deutscher Kommunalpolitiker (SPD). Er war von 2015 bis 2020 Bürgermeister der ostwestfälischen Stadt Bad Oeynhausen.

## Biografie

### Familie, Ausbildung, Beruf
Wilmsmeier ist verheiratet, wohnt in Löhne und hat drei Kinder.

Er schloss 1996  sein Studium zum Diplom-Verwaltungswirt (FH) an der Fachhochschule Bielefeld ab, ergänzte 2001 einen Abschluss als Dipl.-Betriebswirt an der Fachhochschule Dortmund und schloss daran den Master of Public Administration an, den er 2005 an der Universität Kassel erlangte. Hauptberuflich war Wilmsmeier von 2007 bis 2015 Kämmerer der Stadt Espelkamp und von 2015 bis 2020 Bürgermeister in Bad Oeynhausen.

### Politik
Wilmsmeier ist Mitglied im SPD-Ortsverein Löhne-Obernbeck und er war von 2009 bis 2014 sachkundiger Bürger im Werksausschuss der Wirtschaftsbetriebe der Stadt Löhne.

Er ist Mitglied in der AWO und im Förderverein des Gymnasiums Löhne.

### Bürgermeister
Wilmsmeier wurde durch ein Bündnis aus Bürgern für Bad Oeynhausen (BBO), Die Linke, Bündnis 90/Die Grünen, SPD und Unabhängigen Wählern Bad Oeynhausen (UW) aufgestellt und gewann im ersten Wahlgang die relative Mehrheit knapp vor seinen Mitbewerbern. In der Stichwahl bekam er 53,85 Prozent der Stimmen. Sein Gegner Kurt Nagel (CDU) unterlag mit 46,15 Prozent.
Bei der Kommunalwahl 2020 unterlag er Lars Bökenkröger (CDU) und schied aus dem Amt.